# 楽常慶
楽（田中） 常慶（らく（たなか） じょうけい、生年不詳 - 1635年7月13日（寛永12年5月29日））は、戦国時代から江戸時代初頭にかけての陶工。樂吉左衛門家の2代当主。樂家の基礎を築いた。二代目長次郎と混同されている人物である。

## 人物
常慶は、初代長次郎の弟という説と子という説がある。『陶器全集』の「樂 陶工傳」では弟説を採用している。「樂焼公式サイト」によると、常慶は田中宗慶の子である。寛永年間に死んだが、70歳説と100歳説がある。楽家の過去帳では、寛永12年に死んだとなっている。常慶が吉左衛門と称えていた為にそれ以後楽家の代々は総て総領を吉左衛門と呼んでいる。
慶長年間以後に本格的に作陶を開始。古田織部の影響を受け、作為的な造形に特徴がある。また、それまで還元釉の黒色と酸化釉の赤色しかなかった楽焼に、「白釉」（香炉釉）を導入し、楽焼の作風を広げる業績を残す。
本阿弥光悦と親交があり、光悦に楽茶碗の製作技法を伝授したため、その後光悦作による大量の楽茶碗が残されることとなった。また、徳川幕府との関係の構築に成功、徳川秀忠より「樂」印を拝領、また秀忠が亡くなったときには幕命で墓前の香炉を制作した。秀忠に捧げた香炉は1958年（昭和33年）の増上寺徳川家霊廟発掘の際に出土している。常慶の遺品は甚だ稀である。

## 主な作品
- 黒楽茶碗「黒木」：楽美術館所蔵
- 赤楽茶碗「菊之絵赤楽茶碗」：楽美術館所蔵　※茶碗の胴に菊の絵が白釉薬で書かれている
- 香炉釉井戸形楽茶碗：楽美術館蔵
- 黒楽茶碗「ホトトギス」：藤田美術館蔵
- 黒楽茶碗「鉄拐」：適翠美術館蔵
- 褐釉獅子牡丹置上香炉：東京国立博物館蔵
- 香炉釉阿古陀香炉
- 香炉釉向獅子香炉：楽美術館蔵